# Frankie King
Pour les articles homonymes, voir King.
Frankie King, né le 6 juin 1972, à Baxley en Géorgie, est un ancien joueur américain de basket-ball. Il évolue durant sa carrière au poste de meneur.

## Palmarès
- Coupe de Grèce 1999